# Život není krásný
Život není krásný (někdy také ŽNK nebo ZNK) je zatím sedmidílná série freewarových počítačových her, jejichž autorem je Martin „Marty“ Pohl. Patří do žánru adventur, díly 4 a 6 obsahují také prvky RPG.
Celkem je plánováno 14 dílů této herní série, které se odehrávají mezi roky 1990–2003 ve fiktivním městě Georgetown. Jednotlivé díly na sebe časově nenavazují: první epizoda odehrávající se v roce 1990 vychází jako ŽNK 4, naopak ŽNK 1 se odehrává v roce 2002. V každém díle je hlavním hrdinou jiná postava, jejich osudy se v jednotlivých dílech budou prolínat a v posledním čtrnáctém díle se děj všech předchozích her spojí dohromady.
Celá série je známá černým, rasistickým, xenofobním, sexistickým, homofobním a vulgárním humorem. Rovněž zobrazování násilí a hlavně jeho páchání hlavním hrdinou je pro všechny díly nejen typické, ale i žádané[zdroj?]. Z toho důvodu jsou hry krajně nevhodné pro děti a osoby mladší patnácti let a skupiny, kterých se hra může dotknout. Toto upozornění umístil autor na začátek každého dílu. Přesto, nebo právě proto, je série Život není krásný mezi hráči velmi oblíbená a dosáhla status kultu.

## Provedení hry
První hra vznikla v roce 2002 za pouhé dva dny a má velikost okolo 1 MB, druhý a třetí díl jsou propracovanější a mají okolo 2,5 MB. Každý následující díl má detailnější grafiku, ve čtyřce přibývá Load a Save, v pětce dabing a v šestce animace (většinou se jedná o pohybující se oči a ústa apod.). 
Hry jsou programovány ve Visual Basicu a QBasicu, k tvorbě grafiky autor používá Photoshop. Téměř vše od grafiky přes programování po ozvučení je práce pouze jednoho člověka, Martyho.

## Herní série

### Život Není Krásný 1 – Prober se, pobudo!
- Hlavní postava: Pracovník místní továrny
- Rok hry: 2002
- Rok vydání: 2002
- Hodnocení na freehry.cz: 68%
- Cíl hry: Zabít svojí bývalou holku a šéfa
- Příběh: Hlavní (bezejmenná) postava je po patnácti letech v místní továrně propuštěna, navíc mu jeho přítelkyni přebere šéf oné továrny. V tom momentě se hrdina slovy autora „rozhodne zmasakrovat šéfa (i bejvalou holku, která s ním teď bydlí ve vile) a při tý příležitosti ho i okrást.“ [3]

### Život Není Krásný 2 – Dwa
- Hlavní postava: Zdeněk Opletal
- Rok hry: 1996
- Rok vydání: 2002
- Hodnocení na freehry.cz: 72%
- Cíl hry: Splatit dluh
- Příběh: Hlavní hrdina se vrací z léčení drogové závislosti, ale stále dluží místní mafii velké množství peněz. Cílem hry je získat potřebný obnos.

### Život Není Krásný 3 – Doktořina krutá dřina
- Hlavní postava: Typ z ulice
- Rok hry: 1999
- Rok vydání: 2003
- Hodnocení na freehry.cz: 79%
- Cíl hry: Získat diamanty z břicha zesnulýho kámoše
- Příběh: Hlavní hrdina a jeho komplic se zmocní ukradených diamantů, ale ten je na hranicích zabit. Je převezen do nemocnice i s lupem v břiše. Úkolem je získat přístup k mrtvole a vyndat z ní diamanty.

### Život Není Krásný 4 – Back to the Days
- Hlavní postava: Jarda Malík
- Rok hry: 1990
- Rok vydání: 2003
- Hodnocení na freehry.cz: 83%
- Cíl hry: Vymýtit z města novej gang
- Příběh: Krátce po revoluci se v Georgetownu usídluje nový gang, který terorizuje starousedlíky. Jarda Malík, místní mladík, se je pokusí z města vyhnat za pomocí zbraní.

### Život Není Krásný 5 – Četnické humoresky
- Hlavní postava: Petr Olda
- Rok hry: 1998
- Rok vydání: 2004
- Hodnocení na freehry.cz: 83%
- Cíl hry: Vyřešit případ brutálních vražd
- Příběh: Policista Petr Olda dostává za úkol vyšetřit případy brutálních vražd z minulého roku (které spáchal hlavní hrdina v ŽNK 2). Olda přitom odhalí obchod s narkotiky.

### Život Není Krásný 666 – Flaška
- Hlavní postava: Jarda Klečař
- Rok hry: 1993
- Rok vydání: 2005
- Hodnocení na freehry.cz: 86%
- Cíl hry: Vyhrát sázku - během 6 dnů zabít 6 lidí
- Příběh: Alkoholik Jarda Klečař se vsadí se svým bratrem, že během šesti dnů zabije šest určených lidí.

### Život Není Krásný 7 – Útěk z věznice Georgetown
- Hlavní postava: Vězeň
- Rok hry: 1995
- Rok vydání: 2007
- Hodnocení na freehry.cz: 91%
- Cíl hry: Dostat se z vězení a zjistit co se stalo
- Příběh: Hlavní hrdina je falešně obviněn z vraždy a znásilnění, k přiznání ho mučením donutí policisté, které jsme poznali v ŽNK 5. Je odsouzen na 14 let do vězení, ze kterého se musí dostat.

### Život Není Krásný 8 (nedokončeno)
- Hlavní postava: Lukáš Čamrda
- Rok hry: 2001
- Rok vydání: 2016
- Hodnocení na freehry.cz: ???
- Cíl hry: ???
- Příběh: Cílem hry bude obsazení celého města, ke kterému budou využity peníze z drog. Ty bude hráč vyrábět a prodávat.

### Život Není Krásný (8): Poslední exekuce (připravuje se)[4]
- Hlavní postava: Vladimír Brehowski
- Rok hry: 2001
- Rok vydání: 2024
- Cíl hry: Vymáhat peníze na sociálně slabých, zadlužených či podvedených jedincích
- Příběh: Hlavním hrdinou je exekutor, alkoholik Vladimír Brehowski, kterého čeká poslední den v práci před odchodem do důchodu. A vy, jako hráči, budete vymáhat peníze na sociálně slabých, zadlužených či podvedených jedincích – samozřejmě tím nejhrubějším způsobem!